# لي تشن بانغ
لي تشن بانغ (بالصينية: 雷振邦) (1916-1997)، هو ملحن صيني في مجال موسيقى الأفلام، وملحن من الدرجة الأولى على المستوى الوطني أيضا. لي تشن بانغ من قومية مان ولد ببكين في مايو عام 1916. أصبح لي تشن بانغ على التوالي عضوا في جمعية الموسيقيين الصينيين، وجمعية السينمائيين الصينيين ونائب رئيس الجمعية الصينية موسيقى الأفلام السينمائية وعضوا في المجلس الوطني الثامن للمؤتمر الاستشاري السياسي للشعب الصيني.

## روابط خارجية
- لي تشن بانغ على موقع ميوزك برينز (الإنجليزية)